# Province d'El Dorado
La province d'El Dorado (en espagnol : Provincia de El Dorado) est l'une des dix provinces de la région de San Martín, dans le nord du Pérou. Son chef-lieu est la ville de San José de Sisa.

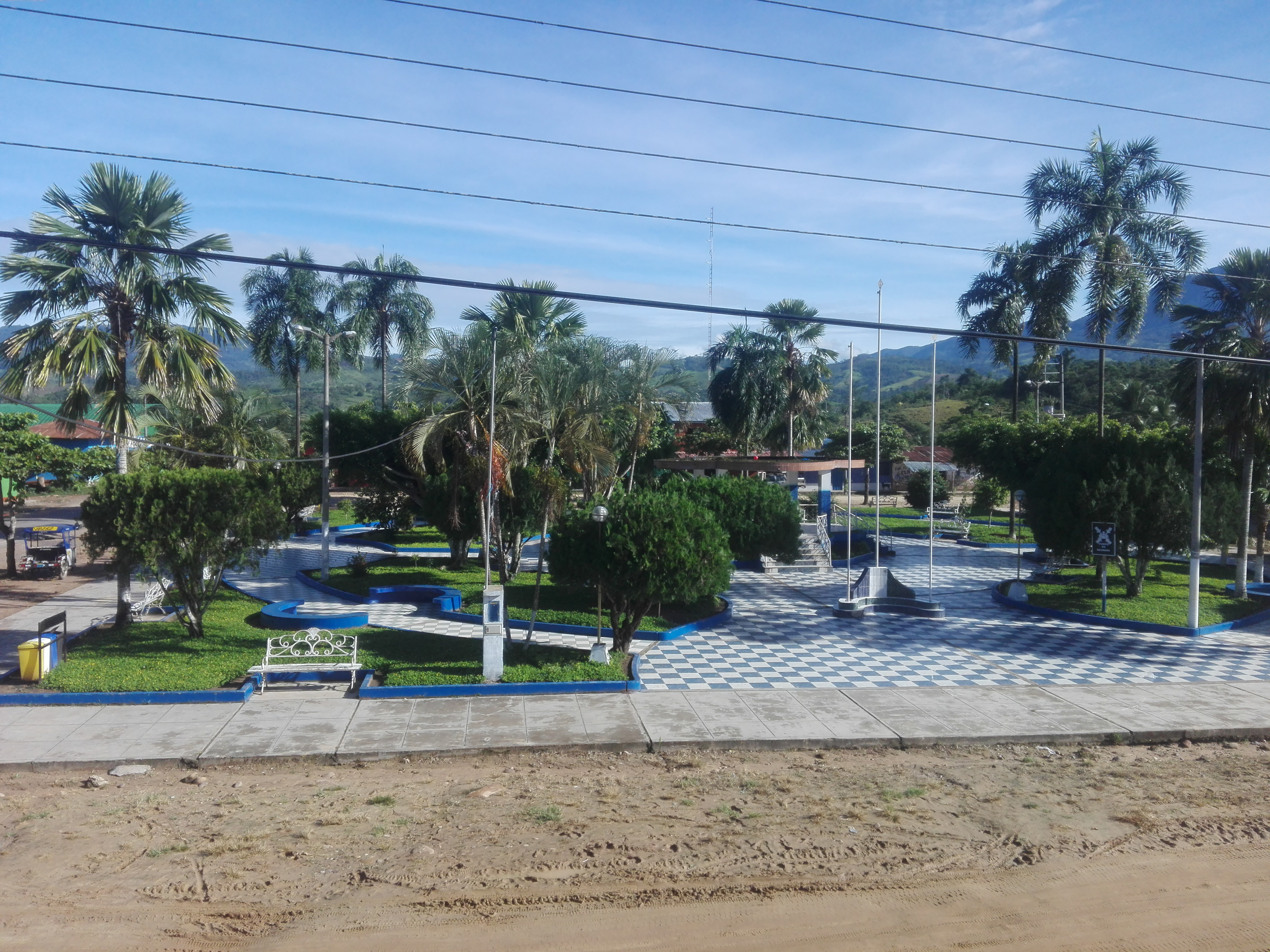
La place Mayor de Shatoja, dans le quartier homonyme.

## Géographie
La province couvre une superficie de 1 298,14 km2. Elle est limitée au nord par la province de Moyobamba, à l'est par la province de Lamas et la province de Picota, au sud par la province de Bellavista, et à l'ouest par la province de Mariscal Cáceres.

## Population
La population de la province s'élevait à 31 198 habitants en 2005.

## Subdivisions
La province d'El Dorado est divisée en cinq districts :
- Agua Blanca
- San Martín
- San José de Sisa
- Santa Rosa
- Shantoja